# أندريه يونغ (ممثل)
اندريه يونغ (بالألمانية: André Jung) (و. 1953 – م) هو ممثل مسرحي، وممثل أفلام من لوكسمبورغ. ولد في لوكسمبورغ.

## جوائز
حصل على جوائز منها:
- جائزة نستروي [الإنجليزية]‏.

## وصلات خارجية
- اندريه يونغ على موقع IMDb (الإنجليزية)
- اندريه يونغ على موقع مونزينجر (الألمانية)
- اندريه يونغ على موقع ألو سيني (الفرنسية)
- اندريه يونغ على موقع أول موفي (الإنجليزية)
- اندريه يونغ على موقع قاعدة بيانات الأفلام السويدية (السويدية)
- اندريه يونغ على موقع قاعدة بيانات الفيلم (الإنجليزية)
- اندريه يونغ على موقع كينوبويسك (الروسية)